# Archon (genre)
Pour les articles homonymes, voir Archon.
Genre
Archon est un genre de lépidoptères de la famille des Papilionidae et de la sous-famille des Parnassiinae.

## Systématique
Le genre Archon a été décrit par l'entomologiste allemand Jakob Hübner en 1822. L'espèce type est Archon apollinus.

### Liste des espèces
- Archon apollinus (Herbst, 1798) — le Faux Apollon, espèce type pour le genre.
- Archon apollinaris (Staudinger, [1892]) — le Faux Apollon kurde.
- Archon bostanchii de Freina & Naderi, 2003 — le Faux Apollon du Louristan.

## Distribution
Les trois espèces du genre Archon sont présentes en Asie Mineure et/ou dans des territoires proches, de la Grèce et la Bulgarie à l'Iran.